# Vasili Utkin
Vasili Vyacheslavovich Utkin (en ruso: Василий Вячеславович Уткин; 6 de marzo de 1972 - 19 de marzo de 2024) fue un comentarista deportivo y reportero, autor, presentador, presentador de televisión y radio, animador y actor ruso.
Ganó popularidad a mediados de la década de 1990 como comentarista de fútbol para NTV y NTV Plus y como periodista deportivo, presentando el programa de televisión The Football Club, que lanzó en su propio canal de YouTube hasta los últimos días de su vida. Ganador del premio TEFI en la categoría "Mejor Comentarista Deportivo" en 2004 y 2005.
Del 1 de septiembre de 2010 al 31 de agosto de 2015, fue redactor jefe de los canales deportivos NTV Plus. Del 2014 al 2015, presentó el programa de juegos de entretenimiento Big Question en el STS. Del 1 de noviembre de 2015 al 5 de febrero de 2016 fue empleado de Match TV. Del 3 de marzo de 2016 al 13 de mayo de 2017 fue comentarista de Eurosport.
Ex copropietario de Sports.ru sitio web. Como actor colaboró con Kvartet I. Era el propietario del club de fútbol Egrisi.
Según varios colegas, jugadores y medios de comunicación, Utkin creó el lenguaje y la identidad del periodismo deportivo moderno en Rusia, y fue el comentarista de fútbol de habla rusa más talentoso y reconocible de su tiempo.

## Carrera
Utkin fue nombrado editor jefe de los canales deportivos de NTV Plus el 1 de septiembre de 2010, y estuvo en el cargo hasta la reestructuración de Match TV.
Utkin dejó Match TV después de negarse a trabajar con Tina Kandelaki en 2015. En 2020, sus opiniones sobre la mala gobernanza de Rusia fueron atacadas por el presentador de televisión Vladímir Soloviov.
Utkin también era conocido por sus impactantes acciones y declaraciones, algunas de las cuales incluso causaron escándalos internacionales.
Utkin fue agredido dos veces en su carrera por opiniones abiertas, en 2001 y 2019. A este último lo vinculó con el ex entrenador de la selección rusa Stanislav Cherchésov.
Utkin también fue un actor ocasional que interpretó el papel de un candidato a gobernador Igor Tsaplin en la obra de Kvartet I Election Day y las películas Election Day (2007) y Election Day 2 (2016).
Aunque parecía apoyar la anexión rusa de Crimea  en 2022, se pronunció en contra de la invasión rusa de Ucrania.

## Fallecimiento
Vasily Utkin falleció en el Hospital Pirogov de Moscú, el 19 de marzo de 2024, a la edad de 52 años. La causa preliminar de la muerte fue una embolia pulmonar. En el momento de su muerte, Utkin de 2,01 m pesaba más de 440 libras (200 kg).
El 21 de marzo, antes del inicio de un partido amistoso de fútbol entre la selección rusa y la serbia, los aficionados honraron la memoria del comentarista con un minuto de silencio.